# 1176
Високе Середньовіччя •  Золота доба ісламу •  Реконкіста •  Хрестові походи •  Київська Русь

## Геополітична ситуація
Візантію очолює Мануїл I Комнін (до 1180). Фрідріх Барбаросса є імператором Священної Римської імперії (до 1190), Людовик VII Молодий королює у Франції (до 1180).
Апеннінський півострів розділений: північ належить Священній Римській імперії, середню частину займає Папська область, більша частина півдня належить Сицилійському королівству. Деякі міста півночі: Венеція, Піза, Генуя тощо, мають статус міст-республік, частина з яких об'єднана Ломбардською лігою.
Південь Піренейського півострова в руках у маврів. Північну частину півострова займають християнські Кастилія, Леон (Астурія, Галісія), Наварра та Арагонське королівство (Арагон, Барселона). Королем Англії є Генріх II Плантагенет (до 1189), королем Данії — Вальдемар I Великий (до 1182).
У Києві почалося княжіння Святослава Всеволодовича (до 1181). Ярослав Осмомисл княжить у Галичі (до 1187), Святослав Всеволодович у Чернігові (до 1177), Всеволод Велике Гніздо у Володимирі-на-Клязмі (до 1212). Новгородська республіка та Володимиро-Суздальське князівство фактично відокремилися від Русі. У Польщі період роздробленості. На чолі королівства Угорщина став Бела III (до 1196).
На Близькому сході існують держави хрестоносців: Єрусалимське королівство, Антіохійське князівство, графство Триполі. Сельджуки окупували Персію та Малу Азію, в Єгипті та частині Сирії править династія Аюбідів, у Магрибі панують Альмохади, у Середній Азії правлять Караханіди та Каракитаї. Газневіди втримують частину Індії. У Китаї співіснують держава ханців, де править династія Сун, держава чжурчженів, де править династія Цзінь, та держава тангутів Західна Ся. На півдні Індії домінує Чола. В Японії триває період Хей'ан.

## Події

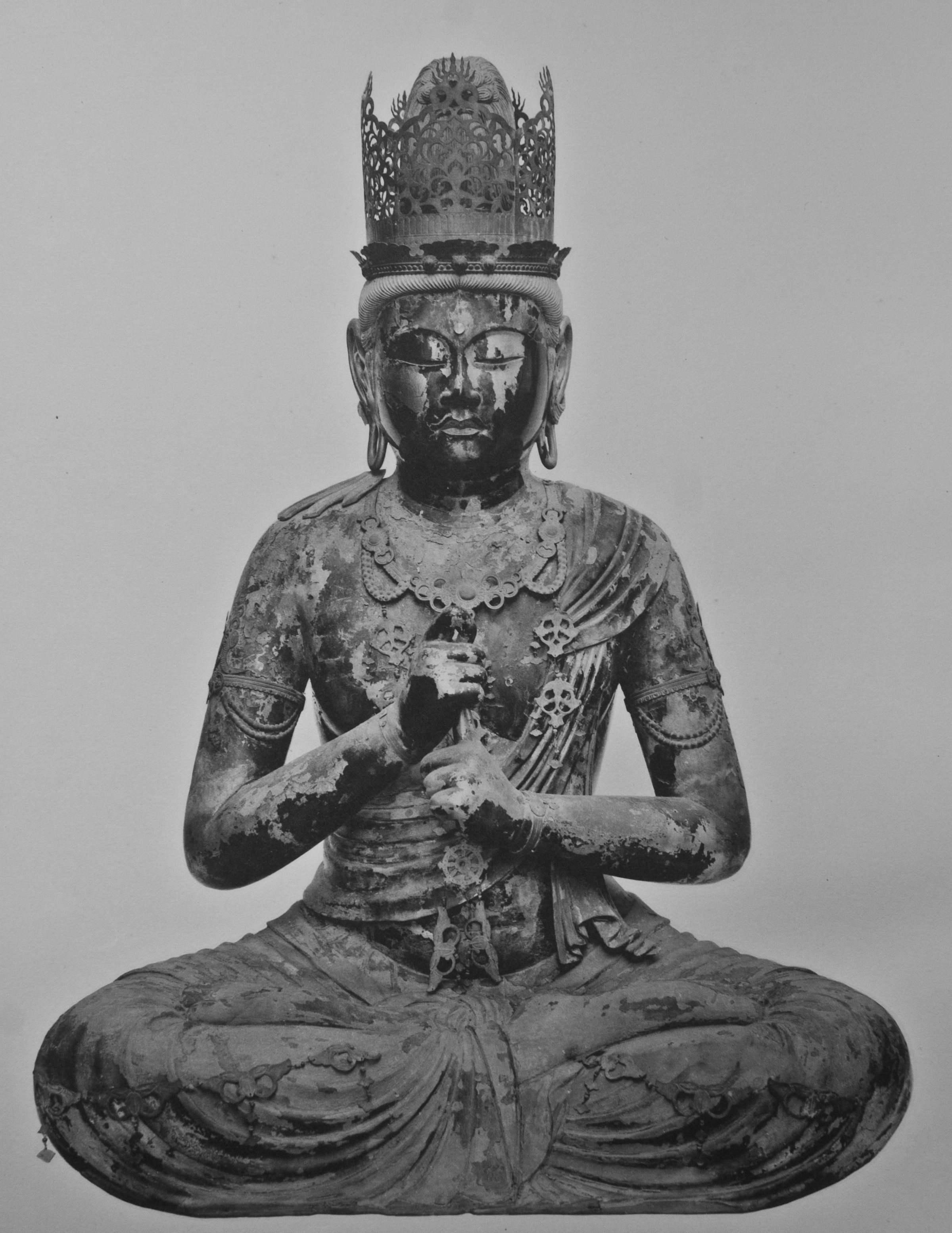
Статуя будди Вайрочани в Нарі

- Київська Русь сильно постраждала від половців. Чернігівський князь Святослав Всеволодович скористався цим, щоб захопити київський престол. Він зумів порозумітися з Ростиславовичами, і Роман Ростиславич повернувся в Смоленськ.
- Князем Володимиро-Суздальського князівства став Всеволод Велике Гніздо.
- Ломбардська ліга завдала поразки війську імператора Фрідріха Барбаросси в битві під Леньяно.
- 17 вересня у битві при Міріокефалі сельджуки Румського султанату розбили армію візантійського імператора Мануїла I Комніна.
- Салах ад-Дін завдав нової поразки Зенгідам.
- Асасини здійснили нову спробу вбивстав Салах ад-Діна, знову невдало. Він взяв в облогу їхню фортецю Масьяф, потім відступив і примирився з асасинами.
- Король Єрусалиму Балдуїн IV здійснив успішний похід у долину Бекаа.

## Мистецтво
- Японський скульптор Ункей спорудив статую будди Вайрочани в Нарі.
- Згорів Страсбурзький собор, почалася його відбудова.
- Кретьєн де Труа написав роман Кліжес.
- Перший Айстедфед в Уельсі, про який збереглися історичні свідчення.
- Почалося будівництво старого Лондонського моста.